# Televizní věž (Iriški Venac)
Televizní věž na vrchu Iriški Venac se nachází několik kilometrů jižně od města Novi Sad v Srbsku. 170 metrů vysoká konstrukce je tvořena betonovou věží (120 m), ocelovou příhradovou konstrukcí (30 m) s rozhlasovou (FM) anténou) a televizní anténou (20 m).
Byla postavena v roce 1975 a výrazně poškozena při Operaci Allied Force (zasažena 50 střelami při bombardování Jugoslávie NATO) v roce 1999. Všechna zařízení byla zničena. Škoda byla odhadnuta na 11,5 milionů dolarů. I přesto věž slouží po bombardování nadále svému účelu. Díky své vhodné poloze (nachází se v jediném pohoří v Panonské nížině) je možné z věže vysílat až ke slovenským hranicím.